# Гуэрра, Эльвира
Эльвира Гуэрра (итал. Elvira Guerra; 1855, Санкт-Петербург — 1937, Марсель) — итальянская конница. Участница летних Олимпийских игр 1900 года. Первая женщина, представлявшая Италию на Олимпийских играх.

## Биография
Эльвира Гуэрра родилась в 1855 году в Санкт-Петербурге.
Была известной в Италии цирковой наездницей.
В 1900 году вошла в состав сборной Италии на летних Олимпийских играх в Париже. Выступала в верховой езде и охотничьих навыках на лошади Либертен, но не попала в четвёрку лучших. Была одной из двух женщин, участвовавших в соревнованиях по конному спорту на этих Играх, наряду с Бланш де Марсиньи из Франции.
Гуэрра стала первой женщиной, представлявшей Италию на Олимпийских играх.
Умерла в 1937 году во французском городе Бордо.

## Память
В Бордо именем Эльвиры Гуэрры названа улица.

## Семья
Дядя — Алессандро Гуэрра, итальянский цирковой владелец. Открыв в XIX веке цирки в Риме, Испании, Германии, он затем основал цирк «Олимпик» в Москве, а после перебрался в Санкт-Петербург, где открыл цирк при Мариинском театре.